# Cmentarz żydowski w Szamotułach

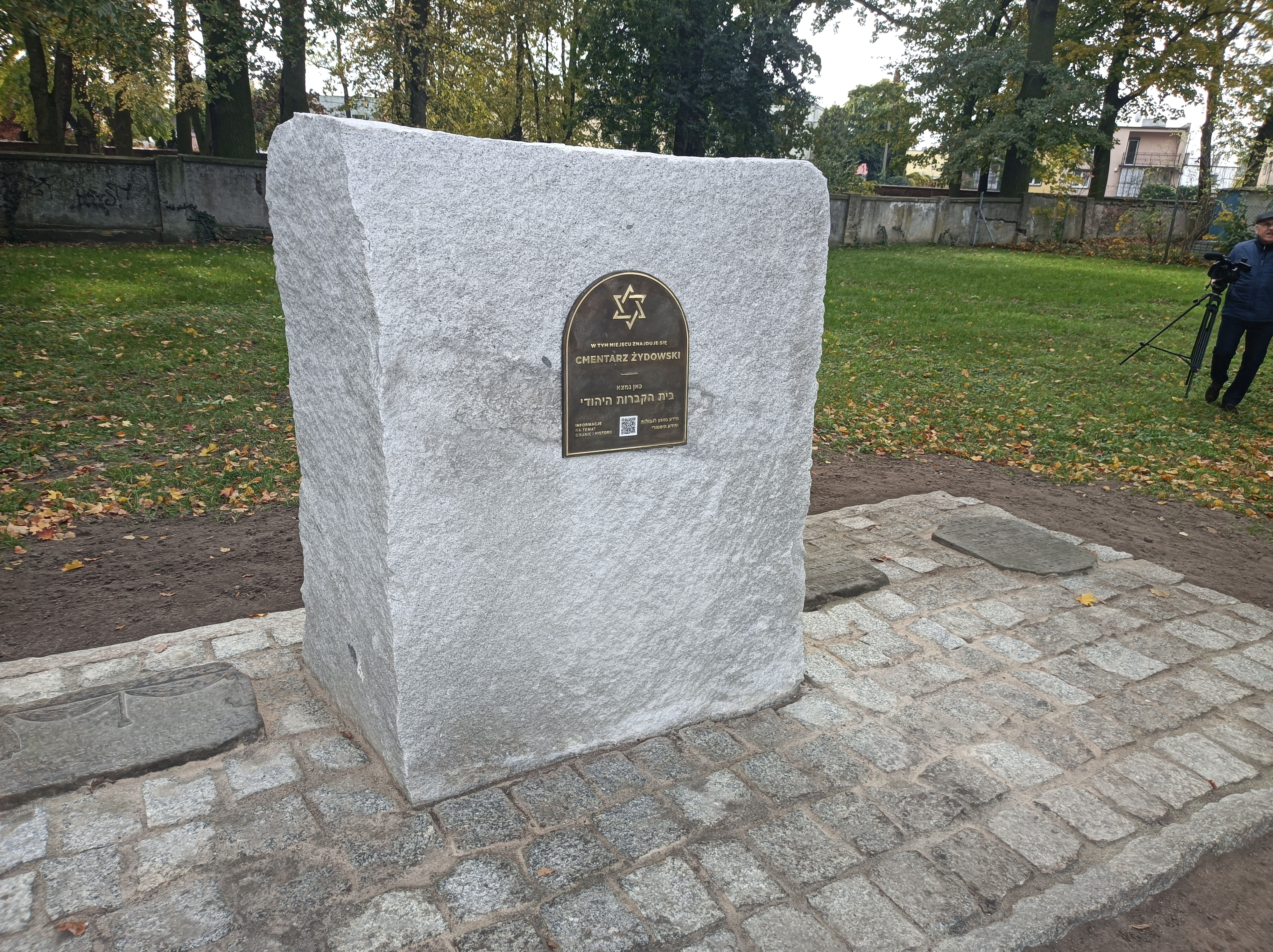
Kamień z tablicą upamiętniającą cmentarz żydowski w Szamotułach

Cmentarz żydowski w Szamotułach – kirkut mieścił się przy ul. Szczuczyńskiej. Obecnie jest całkowicie zdewastowany i nie ma na nim macew. W czasie okupacji naziści używali nagrobków do budowy mostu i ulicy. Obecnie na jego miejscu mieści się park i szkoła. Ocalałe macewy znajdują się w lapidarium regionalnego muzeum zamku Górków.
19 października 2021 roku na cmentarzu odbyła się ceremonia upamiętnienia i oznakowania cmentarza, zorganizowana przez Muzeum Historii Żydów Polskich POLIN oraz Narodowy Instytut Dziedzictwa przy wsparciu Muzeum – Zamku Górków oraz Zespołu Szkół nr 2 im. Stanisława Staszica w Szamotułach.